# Eagle (moneta amerykańska)
Eagle – nazwa amerykańskich złotych monet obiegowych o nominale dziesięciu dolarów amerykańskich bitych przez U.S. Mint w latach 1795–1933. Monety o tym nominale zostały ustanowione na mocy uchwalonej 2 kwietnia 1792 roku przez Kongres ustawy Coinage Act of 1792. Od roku 1804 do 1838 emisja złotych monet dziesięciodolarowych była wstrzymana ze względu na to, że na przełomie XVIII i XIX wieku złote monety były wyprowadzane poza granice Stanów Zjednoczonych lub przetapiane w kraju poza wiedzą mennicy.
Złote mennictwo w Stanach Zjednoczonych zostało wstrzymane przez prezydenta Franklina D. Roosevelta 5 kwietnia 1933 roku, kiedy nakazał zwrot złotych monet do Rezerwy Federalnej. Wyjątkiem było posiadanie walorów o wartości kolekcjonerskiej. 30 stycznia 1934 roku wszedł w życie Gold Reserve Act, który ostatecznie wycofał złoto z obiegu, wstrzymał pokrycie dla pieniądza papierowego w tym kruszcu i nakazał przetopienie go w sztaby.
W latach 1795–1933 wybito trzy typy monet Eagle – Capped Bust/Turban Head (1795–1804) projektu Roberta Scota, Liberty Head/Coronet Head (1838–1907) projektu Christiana Gobrechta i Indian Head (1907–1933) projektu Augustusa Saint-Gaudensa.

## Historia
2 kwietnia 1792 roku Kongres uchwalił Coinage Act of 1792, który zezwolił na bicie monet kilku denominacji, w tym monet złotych o nominale 10 dolarów amerykańskich zwanych Eagle. Była to wówczas moneta o największej wartości w Stanach Zjednoczonych. W tym czasie złoto było istotnym kruszcem w amerykańskim handlu. W obiegu znajdowały się wówczas złote monety z Hiszpanii, Meksyku, Holandii czy Wielkiej Brytanii i pozostawały legalnym środkiem płatniczym w Stanach Zjednoczonych do 1857 roku. Pierwszymi złotymi monetami wybitymi w mennicy w Filadelfii były monety o nominale 5 i 10 dolarów. Wybito je w 1795 roku, a rok później wybito monetę o nominale 2,5 dolara. Trzyletnie opóźnienie w rozpoczęciu emisji wynikało z faktu, że Kongres ustalił wysokość poręczeń dla stanowiska głównego mincerza i probiercy na wysokość 10 000 dolarów, na każdą funkcję. Obaj urzędnicy nie mogli znaleźć pokrycia, które pozwoliłoby na bicie srebrnych i złotych monet. Dopiero redukcja poręczeń przez Kongres pozwoliła na bicie monet kruszcowych.
Od początku emisji pojawił się problem ze złotymi monetami. W 1792 roku ustalono stosunek srebra do złota na 15 do 1. Okazało się, że na rynku stosunek ten wynosił 16 do 1. Doprowadziło to do przetopu złotych monet, a następnie sprzedaży za wartość wyższą niż zdeklarowana. Relacja obu kruszców wobec siebie zmieniała się na przestrzeni lat. Jednak za każdym razem, kiedy wartość złota rosła, to coraz większa ilość złotych monet była przetapiana i sprzedawana z zyskiem. W 1803 roku Francja przyjęła stosunek srebra do złota na poziomie 15,5 do 1. Przyczyniło się to do jeszcze większego odpływu złotych monet za granicę. W związku z zaistniałymi problemami w 1804 roku dyrektor mennicy Elias Bouidnot wstrzymał bicie monet Eagle. Większość złotych monet, które na przełomie XVIII i XIX wieku były wybijane w U.S. Mint trafiało od razu do spekulantów lub handlarzy kruszcem z pominięciem oficjalnych kanałów dystrybucji. W ten sposób emisja złotych dziesięciodolarówek została wstrzymana do 1838 roku, kiedy do obiegu weszła moneta Liberty Head Eagle/Coronet Head Eagle.

W latach 1834–1835 filadelfijski oddział mennicy ograniczył się do wybijania monet dziesięciodolarowych wyłącznie na potrzeby kolekcjonerskie, do oferowanych przez U.S. Mint zestawów zawierających wszystkie nominały amerykańskich monet. W celu zaradzenia problemowi związanemu z przetopem lub wywozem złotych monet z państwa, w 1834 roku uchwalono Coinage Act of 1834. Na mocy tej ustawy zredukowano wagę złotych monet. Zabieg ten zachował wartość monet, ale jednocześnie przyczynił się do pozostawienia ich w obiegu na rynku krajowym. Na mocy tego prawa moneta o nominale 10 dolarów powinna mieć 232 grany (15,033 g) czystego złota próby 900, a nie jak według standardu ustalonego w Coinage Act of 1792 – 247,5 grana (16,037 g). Christian Gobrecht zredukował także wielkość monety. Nowa średnica wynosiła 27 mm, a nie jak poprzednio 33 mm. Jednak przełom lat 30. i 40. XIX wieku był okresem depresji gospodarczej. Zapotrzebowanie na monety Eagle było niskie, ponieważ reprezentowała ona dużą wartość, ale koszty jej nabycia były równie wysokie i niewiele osób było na nie stać. W 1837 roku weszła w życie ustawa Coinage Act of 1837, która zwiększyła wagę monet dziesięciodolarowych wykonanych ze złota próby 900 do 258 granów (16,718 g).
Istotny wpływ na złote mennictwo w Stanach Zjednoczonych miała kalifornijska gorączka złota zapoczątkowana 1848 roku. Wartość złota znalezionego w tamtym obszarze w ciągu pierwszych dwóch lat szacowano od 80 000 do 100 000 dolarów. Z czasem ilość złota napływająca na rynek krajowy sprawiła, że przestano mu przypisywać szczególną wartość. W styczniu 1849 roku James McKay zapowiedział, że przedłoży projekt ustawy, która zreformuje złote mennictwo i poprawi jego kondycję. 1 lutego Charles G. Atherton zaproponował poprawkę do projektu ustawy McKaya, która wprowadzałaby do obiegu nowe monety, o wyższym nominale 20 dolarów. 20 lutego powstał projekt ustawy będącej połączeniem propozycji McKaya i Athertona. Została ona zaakceptowana przez Izbę Reprezentantów, a Senat przyjął ją 3 marca 1849 roku. Głównym zamysłem, który stanowił podwaliny pod wprowadzenie monety Double Eagle była chęć przekształcenia dużych ilości złota na rynku w monety przy jak najmniejszym wysiłku mennic. Podobnie postąpiono w 1878 roku, kiedy uchwalono Bland-Allison Act, który miał na celu rozwiązanie problemu rosnącej ilości srebra na rynku, co przełożyło się na rozpoczęcie bicia dolara Morgana. W 1850 roku do obiegu weszły pierwsze monety Double Eagle. W 1853 roku Kongres uchwalił Coinage Act of 1853. Zawarto w nim mechanizm regulujący ilość drobnych srebrnych monet na rynku. Od tej pory miały być one wybijane na konto rządowe za opłatą w złocie. Zasada ta doprowadziła de facto do nieformalnego wprowadzenia w Stanach Zjednoczonych standardu złota. Tym samym srebro zostało zdewaluowane, a moneta jednodolarowa straciła swoje praktyczne znaczenie. W latach 50. XIX wieku popyt na monety dziesięciodolarowe pozostawał niski. W codziennym handlu preferowano drobniejszą złotą monetę Half Eagle (5 dolarów). Z kolei w operacjach bankowych i transakcjach międzynarodowych używano monet dwudziestodolarowych.

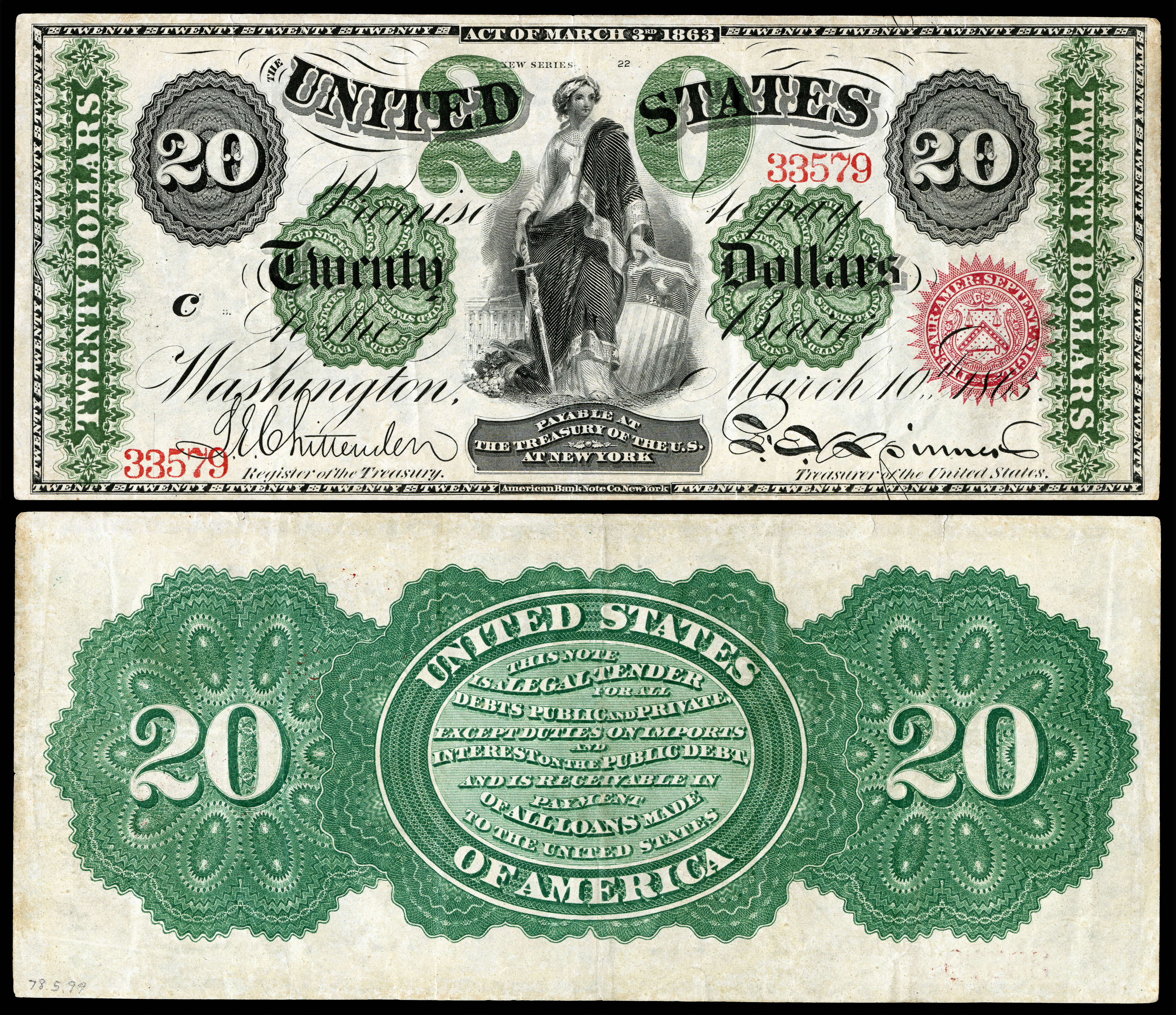
Przykład 20 dolarów amerykańskich (tzw. greenbacks) z 1863 roku.

W trakcie wojny secesyjnej liczba wybijanych monet, w tym tych o nominale 10 dolarów, zmalała. W celu nabycia złotej monety dziesięciodolarowej należało zapłacić kwotę 25 dolarów pieniędzmi zastępczymi zwanymi greenbacks. W 1861 roku, w związku z okrucieństwami wojny domowej, pojawiła się pierwsza propozycja umieszczenia odwołania do Boga na amerykańskich środkach płatniczych. Przez następne lata rozważano kilka propozycji. Ostatecznie zdecydowano się na dewizę „In God We Trust”. Na złotych monetach pojawiła się w 1866 roku.
W latach 80. XIX wieku złote monety zaczęły znikać z obiegu. Część z nich pozostawała w państwowych rezerwach, inne natomiast były przechowywane przez banki lub przeznaczane do rozliczeń w handlu zagranicznym. Ilość złota na rynku kurczyła się także przez podpisanie przez prezydenta Benjamina Harrisona w 1890 roku ustawy Sherman Silver Purchase Act. Ustawa ta Zobowiązywała państwo do comiesięcznego skupu srebra w ilości co najmniej 4,5 miliona uncji. W celu uregulowania formalności za skup srebra od obywateli rząd musiał zlecić dodruk pieniądza papierowego. Obywatele z kolei używali banknotów do kupowania złota, za które nabywali złoto, a później sprzedawali państwu. W 1900 roku wprowadzono w Stanach Zjednoczonych standard złota. I wojna światowa doprowadziła w Europie do wzrostu inflacji i potrzeby kreowania pieniądza w związku z wydatkami na cele wojenne. W rezultacie standard złota w Europie przestał obowiązywać w praktyce. W 1925 roku próbowano do niego powrócić, ale ciągły wzrost inflacji sprawił, że giełdy zaczęły odchodzić od tego standardu. W 1929 roku doszło w Stanach Zjednoczonych do Wielkiego Kryzysu. Bezrobocie stawało się coraz większe, banki i towarzystwa ubezpieczeniowe ogłaszały upadłość. Doprowadziło to do obaw o amerykański system monetarny. W związku z tym, 5 kwietnia 1933 roku prezydent Franklin D. Roosevelt ogłosił, że złoto powinno zostać wycofane z obiegu rynkowego i należy je zwrócić do Rezerwy Federalnej. Wyjątek stanowiły zbiory kolekcjonerskie. 30 stycznia 1934 roku wszedł w życie Gold Reserve Act. Stanowił on, że złote mennictwo zostanie wstrzymane, a całe złoto powinno zostać wycofane z obiegu i przetopione w sztaby o wymiarach ustalonych przez Departament Skarbu.

## MonetyEagle

### Capped Bust(1795–1804)
Capped Bust Eagle była pierwszą złotą monetą dziesięciodolarową wybijaną przez U.S. Mint. Jej wygląd był taki sam jak monety o nominale 2,5 dolara (Half Eagle) z lat 1795–1798. Za autora projektu Capped Bust Eagle uważa się głównego rytownika mennicy amerykańskiej Roberta Scota. Awers przedstawia zwrócony w prawo profil Miss Liberty z czapką na głowie, która przypomina turban. Jeden z loków włosów owija się wokół trubanu. Po lewej stronie głowy znalazło się 10 gwiazd, a po prawej pięć. Są jednak egzemplarze, które posiadają 11 gwiazd po lewej stronie i pięć po prawej. Nad głową napis „LIBERTY”, a pod nią rok wybicia. Na rewersie znalazł się tzw. Small Eagle, który siedzi na liściu palmowym, ma rozłożone skrzydła, a w dziobie trzyma wieniec. Miało być to nawiązanie do starożytnych motywów. Wśród monet wybitych 1795 roku można spotkać takie, których liść palmowy ma 13 lub dziewięć listków (porównanie). Wokół orła znalazła się nazwa państwa „UNITED STATES OF AMERICA”. Na monecie nie znalazł się w ogóle jej nominał. Wówczas w Stanach Zjednoczonych wartość monety określano na podstawie jej wagi i kruszcu. W 1798 roku na rewersie pojawił się Heraldic Eagle z Wielkiej Pieczęci Stanów Zjednoczonych. Bowers podaje, że można spotkać egzemplarze monet z Heraldic Eagle na rewersie i datami wybicia od 1795 do 1797 na awersie. Wynikało to z tego, iż mennica do bicia używała także starszych stempli awersu.
Pierwsze 400 sztuk monet dziesięciodolarowych zostało dostarczonych 17 września 1795 roku. Moneta ta nigdy nie stała się amerykańską monetą używaną w międzynarodowym handlu. Na przykład bankierzy preferowali monety pięciodolarowe, które rozmiarem były bliższe brytyjskim suwerenom i gwineom, francuskim 24 liwrom czy brazylijskim 4000 realom. Duża część tych monet została jednak wywieziona z kraju jako kruszec lub przetopiona ze względu na rosnące ceny złota związane z trwającymi wojnami napoleońskimi. Rosnąca cena złota na rynku ograniczała dostępną ilość kruszcu do bicia monet, a to wpływało na coraz mniejsze ilości wybitych złotych monet. W 1804 roku prezydent Thomas Jefferson wstrzymał bicie monet Eagle oraz srebrnych dolarów.
| Odmiany                                  | Wizerunek | Charakterystyka | Charakterystyka | Charakterystyka | Charakterystyka | Charakterystyka |
| Odmiany                                  | Wizerunek | waga (g)        | średnica (mm)   | krawędź         | stop            | ilość sztuk*    |
| ---------------------------------------- | --------- | --------------- | --------------- | --------------- | --------------- | --------------- |
| Capped Bust ze Small Eagle (1795–1797)   |           | 17,49           | 33              | ząbkowana       | Au 916          | 13 344          |
| Capped Bust z Heraldic Eagle (1797–1804) |           | 17,49           | 33              | ząbkowana       | Au 916          | 119 248         |

* Tabela nie uwzględnia ilości wybitych monet lustrzanych.

### Liberty Head(1838–1907)
Wraz ze zmianą wagi i średnicy złotych monet Christian Gobrecht zmienił również ich wizerunki. Stworzył on motyw nazwany Coronet Head lub Liberty Head. Pojawił się on na monecie dziesięciodolarowej w 1838 roku, pięciodolarowej (Half Eagle) w 1839 roku oraz dwu i pół dolarowej (Quarter Eagle) w 1840 roku. Nowy wizerunek przedstawiał zwrócony w lewo profil Miss Liberty z włosami upiętymi w kok oraz diademem z inskrypcją „LIBERTY”. Głowa otoczona została trzynastoma gwiazdami, a pod nią umieszczono datę wybicia. Na rewersie Gobrecht przedstawił orła z rozłożonymi skrzydłami i Union Shield na piersi. W szponach orła umieścił strzały i gałązkę oliwną. Wokół orła nazwa państwa „UNITED STATES OF AMERICA”, a pod orłem nominał ze skróconą nazwą waluty „TEN D.”. Inspirację dla profilu Miss Liberty stanowiła bogini miłości z obrazu Benjamina Westa pt. Omnia Vincit Amor z 1809 roku. W 1839 roku dokonano korekty wizerunku Miss Liberty, zmieniono kąt nachylenia jej profilu, a także zmieniono kosmyk włosów, który zasłaniał wcześniej ucho. W 1866 roku na rewersie monety dodano dewizę „In God We Trust” wpisaną we wstęgę nad orłem, pomiędzy skrzydłami.
Na początku emisji Liberty Head Eagle, w latach 30. i 40. XX wieku, w Stanach Zjednoczonych gospodarka znajdowała się w depresji. Na nabycie tej monety mogło sobie pozwolić niewiele osób. Do 1846 roku nakłady były niewielkie i tylko w latach 1843–1844 przekroczyły 100 000 sztuk. Dopiero pod koniec lat 40. nakłady wzrosły. Od lat 50. XIX wieku sytuacja gospodarcza zaczęła się stabilizować, jednak popyt na monety dziesięciodolarowe pozostawał niski, nawet wśród kolekcjonerów.
| Odmiany                             | Wizerunek | Charakterystyka | Charakterystyka | Charakterystyka | Charakterystyka | Charakterystyka |
| Odmiany                             | Wizerunek | waga (g)        | średnica (mm)   | krawędź         | stop            | liczba sztuk*   |
| ----------------------------------- | --------- | --------------- | --------------- | --------------- | --------------- | --------------- |
| Liberty Head bez dewizy (1838–1866) |           | 16,71           | 27              | ząbkowana       | Au 900          | 5 292 499       |
| Liberty Head z dewizą (1866–1907)   |           | 16,71           | 27              | ząbkowana       | Au 900          | 37 391 767      |

* Tabela nie uwzględnia ilości wybitych monet lustrzanych.

### Indian Head(1907–1933)
Nowy wizerunek emitowanej od 1907 roku monety Eagle wynikał z działań prezydenta Theodore’a Roosevelta, który pod wrażeniem sztuki antyku postanowił zmienić wygląd amerykańskich monet. Ponadto prezydentowi spodobał się medal prezydencki stworzony przez Augustusa Saint-Gaudensa na inaugurację jego kadencji w 1904 roku. Dlatego prezydent poprosił rzeźbiarza o przygotowanie projektów nowych wizerunków monet. W wypadku awersu monety dziesięciodolarowej Saint-Gaudens przedstawił zwrócony w lewo profil. Tym, co wywołało kontrowersje w projekcie, było umieszczenie na głowie Miss Liberty indiańskiego pióropusza z inskrypcją „LIBERTY”. Pióropusz stanowił męskie nakrycie głowy, co w zestawieniu z kobiecym profilem przyczyniło się do narodzenia obiekcji wobec tego przedstawienia. Za wprowadzeniem do projektu awersu pióropusza miał optować sam prezydent w korespondencji z rzeźbiarzem w 1905 roku. Od 1907 roku do początku 1908 emitowano monetę bez dewizy „In God We Trust”, co wynikało z obiekcji Roosevelta wobec umieszczania odwołania do Boga na monecie. Jednak po naciskach Kongresu w 1908 roku dewiza powróciła na rewers monety.
Rewers monety przedstawiał zwrócony w lewo profil Miss Liberty z indiańskim pióropuszem. Nad głową znalazło się 13 gwiazd, a pod nią rok wybicia. Na rewersie, w środku pola Saint-Gaudens umieścił siedzącego na strzałach i gałązce oliwnej orła. Nad orłem znalazła się nazwa państwa „UNITED STATES OF AMERICA”, a na prawo od jego głowy motto „E Pluribus Unum”. W 1908 roku po lewej stronie orła umieszczono dewizę „IN GOD WE TRUST”. Pod strzałami i gałązką oliwną znalazł się nominał i nazwa waluty „TEN DOLLARS”. Do 1911 roku na krawędzi monety znajdowało się 46 gwiazd, a od 1912 roku do końca emisji monety było tych gwiazd 48. Symbolizowały one liczbę stanów w Unii.
| Odmiany                            | Wizerunek | Charakterystyka | Charakterystyka | Charakterystyka                             | Charakterystyka | Charakterystyka |
| Odmiany                            | Wizerunek | waga (g)        | średnica (mm)   | krawędź                                     | stop            | liczba sztuk*   |
| ---------------------------------- | --------- | --------------- | --------------- | ------------------------------------------- | --------------- | --------------- |
| Indian Head bez dewizy (1907–1908) |           | 16,71           | 27              | 46 gwiazd                                   | Au 900          | 483 448         |
| Indian Head z dewizą (1908–1933)   |           | 16,71           | 27              | 46 gwiazd (1908–1911) 48 gwiazd (1912–1933) | Au 900          | 14 385 139      |

* Tabela nie uwzględnia ilości wybitych monet lustrzanych.